# Les Vaginites
Les Vaginites est un groupe de punk rock féministe composé de Corinne Masiero, Audrey Chamot et Stéphanie Chamot, créé en 2020. Ce trio dénonce les violences sexistes, sexuelles et l’inceste.

## Description
En 2020, Corinne Masiero intervient sur scène avec les chamots, constitué des rockeuses Audrey Chamot et Stéphanie Chamot, pour les 30 ans de l'émission de radio Là-bas si j’y suis. Elles décident de poursuivre l'expérience. Elles se réunissent à Roubaix pendant le premier confinement. Toutes les trois ont vécu viols, incestes, agressions sexuelles. Elles décident de monter le spectacle Parrain IV, pour dénoncer et crier les violences sexuelles. Le spectacle est cru, sans concession. Corinne Masiero écrit les textes. Chaque chanson fait une vingtaine de minutes.
Au début du spectacle, les trois performeuses portent des perruques fluos, des shorts en jean, des manteaux imitation fourrure. Rapidement, elles montrent leurs culottes ensanglantées. En 2023, Christian François réalise Nous les femmes, l'art qui répare un documentaire sur le trio.

## CD
- 2023 : Le Parrain IV, InOuïe